# 李斯義 (永樂進士)
李斯義，福建晉江縣人，明朝政治人物。
永樂三年（1405年），李斯義自泉州府府學中當年福建乡试舉人。次年（1406年）联捷甲申科進士，授淶水知縣，調任武冈州判官。